# Celebrate (chanson de Piero Esteriore)
Pour les articles homonymes, voir Celebrate.
Chansons représentant la Suisse au Concours Eurovision de la chanson
Dans le jardin de mon âme
(2002) Cool Vibes
(2005)
Celebrate est la chanson représentant la Suisse au Concours Eurovision de la chanson 2004. Elle est interprétée par Piero Esteriore.
Il s'agit de la deuxième chanson suisse anglophone après Djambo, Djambo par Peter, Sue & Marc en 1976.
En raison de l'absence de la Suisse en 2003, le pays est contraint de participer à la demi-finale du concours 2004. La chanson est la troisième de la soirée, suivant My Galileo interprétée par Aleksandra & Konstantin pour la Biélorussie et précédant Dziesma par laimi interprétée par Fomins & Kleins pour la Lettonie. Pendant le spectacle, le chanteur Piero se cogne accidentellement au visage avec le micro.
À la fin des votes, la chanson ne reçoit aucun point des 32 pays votant en demi-finale, finissant 22e et dernier. Cela fait donc de Celebrate la première chanson à n'avoir reçu aucun point dans une demi-finale.